# Tolimicola
Tolimicola is een geslacht van vlinders van de familie tandvlinders (Notodontidae), uit de onderfamilie Dioptinae.

## Soorten
- T. consanguinea Dognin, 1911
- T. monticulata Maassen, 1890
- T. nubilata Dognin, 1912